# Straatschildering

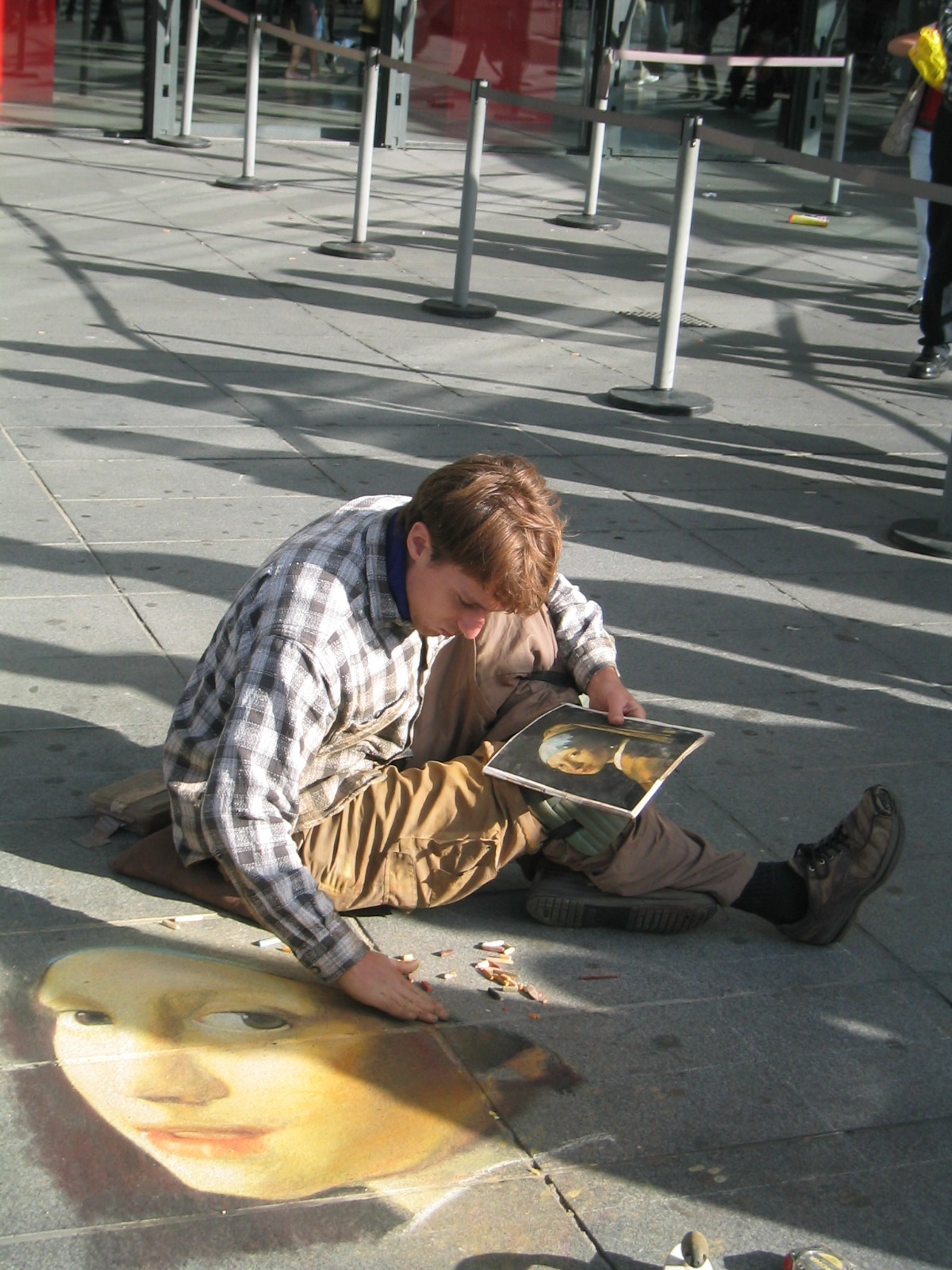
Een straatartiest maakt Vermeers Het meisje met de parel bij het Centre Pompidou in Paris na

Een straatschildering is een vorm van beeldende kunst waarbij een afbeelding al dan niet (semi)permanent op straat wordt aangebracht. Deze kunstvorm werd al in de 16e eeuw in Italië beoefend.

## Geschiedenis

### Italië
In Italië waren er vanaf de 16e eeuw rondtrekkende straatschilders of krijtkunstenaars. Ze worden in Italië I Madonnari genoemd (enkelvoud: madonnaro of madonnara) omdat ze beeltenissen van de Madonna maakten. Velen van hen waren naar de steden getrokken om aan de enorme kathedralen te werken, en als het werk voltooid was of stillag moesten ze op andere manier de kost verdienen. Vaak maakten zij religieuze afbeeldingen op het plaveisel. Zich bewust van festivals en heilige dagen in elke provincie en stad, reisden ze om deel te nemen aan de festiviteiten om geld te verdienen van kijkers die muntstukken zouden werpen als ze het werk van de kunstenaar konden waarderen. Eeuwenlang waren veel Madonnari volkskunstenaars en reproduceerden ze eenvoudige afbeeldingen met ruwe materialen zoals tegels, steenkolen en krijt. Anderen, zoals El Greco, zouden later beroemd worden.

### Andere landen
In Duitsland worden zij Strassenmaler (straten: Straßen, schilder: Maler) genoemd. Op de Britse eilanden is het fenomeen sinds de 18e eeuw bekend. Deze kunstenaars worden daar screevers genoemd, afgeleid van de Copperplate-achtige letters waarmee de kunstenaars gebeurtenissen voor het volk in beeld brachten.

Driedimensionale straatschildering door Leon Keer tijdens het 4e Sarasota Chalkfestival in Florida. Deze 3D-Trompe-l'oeil is geïnspireerd op het Terracottaleger van Qin Shi Huangdi, de eerste keizer van China; LEGO-poppetjes dienden als model.

## Driedimensionale streetart
In de jaren tachtig beoefende Kurt Wenner driedimensionale streetart, ofwel eenpuntsperspectiefkunst, ook wel anamorfische kunst genoemd, een 500 jaar oude techniek waarbij de afbeelding alleen herkenbaar en correct is vanuit een specifieke richting.

## Festivals
Op het Chalk Festival van Sarasota in 2011 creëerde het straatkunsttenaarscollectief Planet Street Painting (bestaande uit Leon Keer, Remko van Schaik, Ruben Poncia en Peter Westerink) een driedimensionale straatschilderij van een terracottaleger met lego-poppetjes, geïnspireerd op het terracottaleger van de Chinese keizer Qin Shi Huang. Het kunstwerk werd gemaakt "ter ere van de komst van Ego Leonard en ter ondersteuning van zijn vrijlating uit zijn hechtenis".
In Nederland maakte Leon Keer in 2016 op het Bastiaansplein in Delft Het straatje van Vermeer, dat zijn navolging vond in het in 2019 georganiseerde Madonnari-festival in Delft. Dit festival was een reeds lang gekoesterde wens van Leon Keer, Nathalie van der Hak (Stichting DelftsPeil) en  Henny Marée-Eshuis, de bedenker en organisator van het festival.
Op dit themafestival maakten verschillende artiesten een tiental tweedimensionale werken en een groot driedimensionale en werk. Het thema was Moeder en kind, gebaseerd op werken van Pieter de Hoogh. Ze waren in de hele binnenstad te vinden.